# 櫛玉媛神社古墳
櫛玉媛神社古墳（くしたまひめじんじゃこふん、櫛玉比女命神社古墳）は、奈良県北葛城郡広陵町弁財天にある古墳。形状は前方後円墳。史跡指定はされていない。

## 概要
奈良盆地西部、馬見丘陵から1キロメートル東の低地部に築造された古墳である。現在は墳丘上に櫛玉比女命神社（延喜式内社）が鎮座し、後円部に神社拝殿、前方部（禁足地）に本殿が所在する。これまでに発掘調査は実施されていないが、2021年（令和3年）に倒木に伴い埴輪が出土している。
墳形は前方後円形で、前方部を西方向に向ける。墳丘長は約30メートルを測る。墳丘表面では円筒埴輪・形象埴輪（人物・動物埴輪、不明埴輪）が認められる。また墳丘周囲には周濠・外堤が巡らされる。埋葬施設は明らかでない。築造時期は古墳時代後期前半の6世紀前半頃と推定される。

## 遺跡歴
- 弘安7年（1284年）、墳丘上に社殿造営と伝承（応長2年（1312年）の「箸尾満嶋弁才天瑞夢記附記」の縁起現記（文安元年（1444年）写））[2]。
- 2021年（令和3年）2月、前方部において倒木に伴う埴輪の出土（2022年に報告）[1]。

## 関連施設
- 奈良県立橿原考古学研究所附属博物館（橿原市畝傍町） - 櫛玉媛神社古墳の出土埴輪等を保管・展示。